# 16 Valve Hate
16 Valve Hate è il sesto album della band straight edge hardcore di Boston Slapshot. L'album, sebbene sia stato pubblicato nel 1996, contiene ancora l'aggressività tipica dell'hardcore anni ottanta. Il disco contiene anche una cover dei The Smiths, Bigmouth Strikes Again, opportunamente riarrangiata in versione hardcore.

## Tracce
1. Watch Me Bleed – 2:16
2. How Much Can I Take – 2:26
3. Secrets – 2:03
4. Do What You Want – 1:39
5. 16 Valve Hate – 3:50
6. Teach Me to Kill – 3:29
7. Johnny Was – 2:56
8. The Truth Hurts – 2:08
9. Desensitized – 2:24
10. 108 – 2:14
11. I Want You Dead – 1:42
12. Big Mouth Strikes Again – 3:03
13. L.O.S.E.R. – 2:34
14. If You Had – 2:07
15. I Knew I'd Lose – 2:36

## Crediti[1]
- Jason Richardson - artwork
- Jim Siegel - ingegnere del suono, missaggio
- Rich Spillberg - ingegnere del suono
- Karl Trout - grafica